# كيث واترهاوس
كيث واترهاوس (بالإنجليزية: Keith Waterhouse)‏‏ (6 فبراير 1929 في ليدز - 4 سبتمبر 2009 في لندن) كاتب سيناريو، وكاتب مسرحي، وكاتب العمود، وصحفي، وروائي، ومؤلف من المملكة المتحدة.

## الجوائز
- نيشان الامبراطورية البريطانية من رتبة قائد
- زميل في الجمعية الملكية للأدب

## روابط خارجية
- كيث واترهاوس على موقع IMDb (الإنجليزية)
- كيث واترهاوس على موقع الموسوعة البريطانية (الإنجليزية)
- كيث واترهاوس على موقع قاعدة بيانات برودواي على الإنترنت (الإنجليزية)
- كيث واترهاوس على موقع قاعدة بيانات الأفلام السويدية (السويدية)
- كيث واترهاوس على موقع إن إن دي بي (الإنجليزية)
- كيث واترهاوس على موقع قاعدة بيانات الفيلم (الإنجليزية)